# Червона гвардія Донбасу
Червона гвардія Донбасу, Червона Гвардія Донецького басейну  — військове формування місцевих органів самоврядування Донбасу, за статутом червоної гвардії прийнятому в жовтні 1917 року.  Червона гвардія це — «… військова сила Рад робітничих депутатів» , створена на базі загонів червоної гвардії і бойових дружин 11 вересня 1917 року, шляхом створення Центрального штабу Червоної гвардії Донбасу. Центральний штаб Червоної гвардії Донбасу керував організацією, озброєнням, військовим навчанням червоногвардійських загонів Донецького басейну. 28 січня 1918 року на Другому з'їзді революційних комітетів Донбасу було прийнято рішення "тримати курс на наближення до форм організації регулярної армії "
Створення Червоної Армії Донбасу. Мандат на створення Червоної Армії Донбасу був виданий Всеросійською колегією з організації та управлінням робітничо-селянською Червоною армією 8 лютого 1918 року.

## Назва
- Червона гвардія Донецького басейну
- Руднична Червона гвардія Донецького басейну[10]
- Робоча міліція Донбасу[10]

## Історія
У Юзівці загін Червоної гвардії при Раді робітничих депутатів був створений орієнтовно 6 вересня 1917 року, можливо, з ініціативи місцевої більшовицької організації. Подібні червоногвардійські загони виникли також у шести сусідніх населених пунктах, які підпорядковувались одному штабу.
Як пише в своїй книзі Нариси з історії Червоної гвардії історик Григорій Георгіївський
|  | "Червона Гвардія Донецького басейну. Виникла ... в жовтні місяці (прим. 1917). На заводі " Російське товариство " бувши. Парвіяйнен поблизу Юзівки за постановою партії соціал демократів (більшовиків )." |

Інший автор Аніша Анатолій в книзі "Нариси історії громадянської війни 1917-1920" так описує створення Червоної гвардії:
|  | Ці останні загони виникли як результат нападу козацьких партизанських загонів, особливого загону Чернецова і "білого диявола" - Грекова. Перед загрозою нальотів цих загонів рудничні робочі мобілізувалися поголовно, провівши у себе самостійно військову повинність робочих для охорони рудників. Побудована за принципом мобілізації, в той час як селянство годі було й думати утримати в армії, руднична міліція особливо характерна для пролетаріату. Тут, правда мало деяке значення те, що справа йшла про захист своїх рудників, але все ж робоча міліція Донбасу зуміла за допомогою Пітерських і Московських робітників виділити кілька загонів і для наступу на Дон, Кубань, Україну. |

Після створення Червоної Гвардії Донбасу в Юзівці пройшло екстрене засідання членів РСДРП і ПСР, на зборах було піднято питання вступати чи членам партії до лав Червоної гвардії. Меншовики постановили що бажаючі можуть вступати до лав Червоної Гвардії. Есери розкололися на три групи, праві відмовилися вступати, центристи не виступили не за, за не проти, ліві виступили за вступ до лав Червоної Гвардії і остаточно відкололися від своєї партії, і примкнули до більшовиків таких було 10 осіб. Першим начальником загону на зборах червоноармійців був обраний унтер офіцер Пилипенко.
Штаб запропонував революційним комітетам Авдіївки, Гришине, Микитівки, Попасній, Дебальцеве, Дружківки, Краматорська, Бахмута, Лисичанська, Макіївки, Іловайской, Маріуполя «широко відкрити запис до Червоної гвардії». Штаб виробив текст клятви, яку повинні були давати червоногвардійці. Для вступу до Червоної гвардії потрібно поручительство двох комуністів або членів профспілки.
В кінці жовтня ЦШГД координував роботу червоногвардійських загонів які налічували 6000 бійців, найбільші загони перебували Юзівці, Маріуполі, Луганську, Таганрозі. До жовтня червоногвардійські загони існували при завкомі і рудниках. За Статутом Червоної гвардії, прийнятому в жовтні, вона була військовою силою Рад робітничих депутатів.
Основне ядро червоногвардійців становили члени соціалістичних партій і профспілок, при цьому РСДРП (б) намагалося підпорядкувати собі загони червоної гвардії зробивши їх збройним відділом партії більшовиків. На загальних зборах червоноармійців проводилися вибори командного складу, цим користувалися більшовики висуваючи своїх представників. У своїй більшості командирами були солдати що повернулися з фронту. Під керівництвом командирів відбувалося навчання червоногвардійців військовій справі. Гострим було питання про озброєння, особливі комісії, виділені Радами та профспілками, роззброювали адміністрацію рудників, відбирали револьвери, дробовики, мисливські рушниці. Червоногвардійці роззброювали козачі ешелони, що прямували на Дон. Делегації робочих їздили за зброєю в Харків і Тулу. Для придбання зброї були потрібні гроші. Загальні збори робітників з ініціативи профспілок виносили рішення про відрахування на користь Червоної гвардії.
На момент Жовтневого перевороту значна частина червоноармійців перебували під впливом більшовиків. Після жовтневого перевороту в зв'язку з загостренням боротьби за владу в регіоні, вплив ЦШЧГД зменшилось так як переворот не підтримали меншовики та есери, разом з більшовиками виступили частина меншовиків ліві есери, анархісти і безпартійні. Більшовики керуючи загонами які їм підпорядковувалися виступили проти влади УНР і донського козацтва в регіоні, при цьому роззброювали червоногвардійців які не підтримали переворот. У листопаді в Горлівці відбулися збори більшовицьких представників, які розробили план захоплення влади в регіоні. Через те, що всі активні ЦШЧГД були спрямовані на місця для керівництва, діяльність штабу як єдиного органу тимчасово припинилася.

### Українсько-більшовицьке протистояння на Донбасі
У листопаді без значних сутичок червоногвардійські частини зайняли лінії залізниць, телеграфні і телефонні лінії в Донбасі. У грудні червоногвардійці відкрито виступили проти влади УЦР в Донбасі, вони роззброювали частини Армії УНР та Вільного козацтва. Сталося кілька озброєних зіткнень за великі центри Донбасу, більшовики захопили Бахмут, Маріуполь, Луганськ, і за допомогою червоногвардійців встановили формальний контроль над Бахмутським, Маріупольським, Слов'яносербський, повітами УНР.
Особливо запекла і затяжна боротьба за контроль над населеними пунктами були в Бахмуті, Юзівці, Лисичанську і Костянтинівці.
17 грудня на станції Микитівка пройшов з'їзд більшовицьких революційних комітетів Донбасу, на ньому був створений ЦВРКД при якому був створення військовий відділ який перейняв функції ЦШЧГД на чолі з Пономарьовим Дем'яном. Таким чином вся повнота влади над загонами червоної гвардії Донбасу перейшла до більшовиків.
24 грудня Антонов-Овсієнко наказав ЦШЧГД зайняти і закріпитися по лінії Костянтинівка - Дружківка і увійти в зв'язок зі Слов'янськом куди повинен був прийти ешелон зі зброєю. Наказ так і не був виконаний червоноармійці просунулися до Краматорська і не просувалися далі і не вживали ворожих дій по відношенню до частин Армії УНР які дислокувалися в Слов'янську.
У цьому ж місяці в Луганську був створений самостійний Штаб червоної гвардії Луганська на чолі з А. Я. Пархоменко. Луганський штаб об'єднував червоногвардійські загони Слов'яносербського повіту і частини загонів Таганрозького і Донецького округів.
На фронт Першої радянсько-української війни в підтримку частини Антонова-Овсієнка вирушив загін макіївських шахтарів під командуванням Жлоби, цей загін брав участь в штурмі Києва. У лютому-березні 1918 року частини Червоної Гвардії Донбасу які оперували в Області війська Донського були перекинуті до України де діяли під Конотопом, Сумами, Готня, Харковом, Вовчанському і Валуйками.
Військові операції Червоної гвардії Донбасу:
- Захоплення Луганська більшовиками

### Перша військова кампанія Всевеликого війська Донського в Донецькому басейні
26 жовтня отаман Каледін оголосив «вугільні райони» Області Війська Донського на військовому положенні. У східному Донбасі загін осавула Чернецова розганяв місцеві органи самоврядування і робочі організації, здійснював напади на робітників не розбираючи їх партійної приналежності.
Однією з перших жертв став есер, голова ради Переверзєєв Микита який був убитий козаками. У зв'язку з частими нападами і вбивствами робочих до Києва попрямувала делегація робітників і йшли численні скарги до глави УЦР Винниченко. Винниченко в телеграмах до Каледіна вимагав припинити ворожі дії по відношенню до робітничих організаціям, але це ні до чого не привело.
Для розслідування вбивств і врегулювання конфлікту в Таганрозький округ на початку грудня прибули представники УЦР Попінський і Коваленко, вони скликали збори місцевих рад та профспілок. В кінці зборів робочими була прийнята така резолюція уривки:
```
2) Звільнити робітників з-під насильницької опіки Військового Уряду.
3) Ми вимагаємо незалежності від влади Військового Уряду.
4) Просимо надання Української Центральної Ради вдатися до нас на допомогу у звільненні з-під гніту воєнного стану.
[
24
]
```

Незважаючи на те, що місцеве населення виступило за приєднання східного Донбасу до УНР, Виниченко не наважувався увійти в відкриту конфронтацію з Каледіним. Це призвело до радикалізації місцевого населення і поширенню більшовицького впливу серед робітників.
Ще до цього Петровський в статті, опублікованій 17 листопада в газеті «Пролетарська думка», писав: "Спроби козаків поставити під контроль Раду робітничих депутатів в Макіївці викликали такий активний протест з боку робітників всіх рудників, що всі від стара до мала виступили і озброюються ".
Положення в східному Донбасі ще ускладнювалося тим, що для місцевих частин червоної гвардії не вистачало озброєння і боєприпасів, а то озброєння яке було послати з Росії не доходило до робочих так як частини Армії УНР не пропускали його в Донбас. У грудні частини донського козацтва перейшли в наступ в східному Донбасі і стали наближатися до кордонів УНР, зав'язалися запеклі бої між червоногвардійцями і козаками.
Центром опору козацтву стала станція Микитівка куди відступали червоногвардійські загони зі східного Донбасу. На станції знаходився створений 17 грудня ЦВРКД і його військовий відділ який керував бойовими операціями на Донському фронті. З 15 по 20 грудня 1917 року загони червоної гвардії Донбасу були сформовані в Макіївці 2000 бійців, Юзівці 2000 бійців, в районі Горлівки 4000 бійців, в Луганську 3000 бійців, в Микитівці 1300 бійців.
Загони Червоної Гвардії які несли охоронні функції на підприємствах і робочих селищах, за відомостями Сугліцкого активні бойові операції проти козаків почали лише 21 грудня 1917 року про це він так розповідав:
"Вночі до мене прибігає наш червоноармієць, який чергував біля телефону і буде мене, вимагаючи негайно до телефону. Виявилося говорила Юзівка. Повідомлялося що Прохоровський рудник почав бойові дії проти козаків. "
З цього почалися активні бойові дії загонів Червоної Гвардії Донбасу увечері 21 грудня червоноармійські частини Юзівки прибутку на Прохоровський рудник. В цей же день червоноармійці без бою зайняли станцію Мушкетово. Після заняття Мушкетова почали переговори про перемир'я між ЦШЧГД і донським отаманом Балабіним який просив  відпустити військовополонених і видати трупи козаків. За підсумками було укладено тимчасове перемир'я. 23 грудня донецькі червоноармійці спільно з військами Сіверса зайняли Макіївку. В кінці грудня 1917 року Сіверс надіслав в Юзівський район офіцера Потапова який повинен був керувати навчанням і організацією місцевих загонів. Місцеві загони займалися військовою підготовкою і несли вартову службу.
3 січня в Донбас з Росії прибула 4-й Орловська батарея яка була знищення місцевим населенням біля станції Сіль. Після цього Антонов-Овсієнко призначив на всі важливі залізничні станції своїх комісарів. 4 січня в Донбас прибув загін Сіверса  і 10 тис. Гвинтівок і 6 кулеметів для озброєння частин червоної гвардії Донбасу. Сіверс організувавши місцеві частини червоної гвардії зайняв лінію Іловайськ - Юзівка - Горлівка - Дебальцеве. 5 січня в Донбас прибула Московський революційний загін Сабліна (500 бійців) яка зайняла лінію Попасна - Родакове - Дебельцево - Луганськ. 5 січня, з представників червоної гвардії Донбасу і Росії був створений новий Штаб Червоної Гвардії Донбасу на чолі з Пономарьовим.
Про прибуття частин з півночі залишив такі спогади глава ЦВРКД Харечко Тарас:
```
"Сили Сіверса були дуже слабкі. Для переходу в наступ необхідно було їх підкріпити загонами Червоної гвардії. Звістка про те, що прибули на підмогу регулярні війська з артилерією і кавалерією, швидко рознеслася по рудникам і заводам і запалила в робочих масах ентузіазм боротьби і надію на знищення каледінських ґвалтівників. Робочі цілими шахтами знімалися з роботи і приходили в Центроштаб для вступу до лав Червоної гвардії. Молоді й старі тисячами рухалися на збірні пункти."
[
37
]
```

Після прибуття частин з півночі в Донбасі посилилося формування загонів Червоної гвардії Донбасу, і вдень, і вночі інструктора ЦШЧГД і штабу Сіверса по формуванню частин працювали в Юзівці, Макіївці, Єнакієве, Дружківці, Костянтинівці, Горлівці. 7 січня юзово — макіївські частини червоної гвардії перейшли в наступ на Макіївку, на Ханжонкове наступав фінський полк і 1-й донбаський полк, на Дебальцеве наступали дружківські і константинівські загони. Під Ханджонковим фінляндський полк відмовився вступати в бій і 1-й донбаський полк був розбитий і відступив. Після заняття Іловайська 422 і 423 полками останні відмовилися підкорятися Сіверсу через що він їх відправив до Харкова. У ніч на 10 січня Дружківсько-Константіновськіє загони були розбиті на станції Дебальцеве загоном Чернецова. Після цього частинам Сіверса довелося відступати по всьому фронту. 12 січня козачі частини після тривалого і запеклого бою зайняли Ясинівський рудник де розстріляли 118 робітників і червоноармійців. За цей час прибули в Микитівку північні підкріплення: пітерський загін Червоної гвардії в 900 багнетів під командою Трифонова, частини латиських і сибірських полків, артилерійський дивізіон і нова партія озброєння і обмундирування для Червоної гвардії.
17 січня Антонов-Овсієнко наказав Сіверсу встановити зв'язок з Маріуполем.
19 січня частини Червоної гвардії Донбасу і частини Сіверса, Сабліна, Петрова перейшли в наступ з боями по всій лінії фронту. Наступ було затримано лише біля Матвєєва-Кургану, де 4 лютого відбулася велика битва після якого червоногвардійці перейшли в наступ на Таганрог, Ростов-на-Дону і Новочеркаськ.
10 лютого з боєм було взяте місто Ростов на Дону, першим в місто увійшли 1200 червоноармійців Юзівки під командуванням Потапова. 12 лютого після запеклого бою червоноармійці зайняли столицю ВВД Новочеркаськ. Після заняття Ростова-на-Дону частини Червоної Гвардії Донбасу були спрямовані на станцію Кугуєвку щоб закрити шлях відступу Добровольчої армії на Катеринодар.
Про участь донецьких червоноармійців в боях на Дону писав історик Таль Б.
"24 лютого 1918 року загонами донецьких шахтарів, разом з прибулими з Москви і Петрограда підтримкою узятий оплот донської білогвардійщини Ростов ... Новочеркаськ."
Про самовідданість робітників червоноармійців в період боротьби з донцями Ворошилов писав:
```
«Я багато видів бачив, але по совісті повинен сказати, що такий добросовісної, такий самовідданої і безкорисливої служби революції на бойових постах, як її виконували луганські пролетарі, я бачив мало. 
У дощ, невилазний бруд і холод, страшну темінь ночі йшли групами червоногвардійці після трудового дня на заводі за місто, в степ до ранку, вірними стражами оберігали всілякі підступи до міста. І так не день, не два, а цілі місяці »
[
45
]
```

Зовсім протилежне про частини Червоної гвардії Донбасу пише Антонов-Овсієнко:
```
"... надзвичайно непідготовлені і недисципліновані частини ... з надзвичайно сильно поширившимся дезертирством червоногвардійців. Нами було через ЦШЧГД відпущено величезна кількість обмундирування та озброєння, а на фронті червоногвардійців з Донбасу нараховувалися кількома сотнями людей. Ті, хто отримав обмундирування, озброєння спокійно йшли по домівках, в кращому випадку, несли місцеві караули. "
[
46
]
```

Похорон 9 дружківських червоногвардійців загиблих в бою з каледінцями під Дебальцевим в грудні 1917
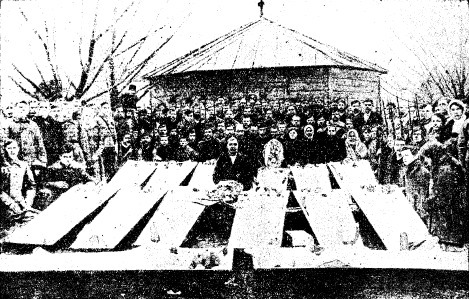
Похорон 14 Єнакіївських робочих загиблих 17-18 грудня 1917 року у бою з калединцями під Ясинівським рудником.
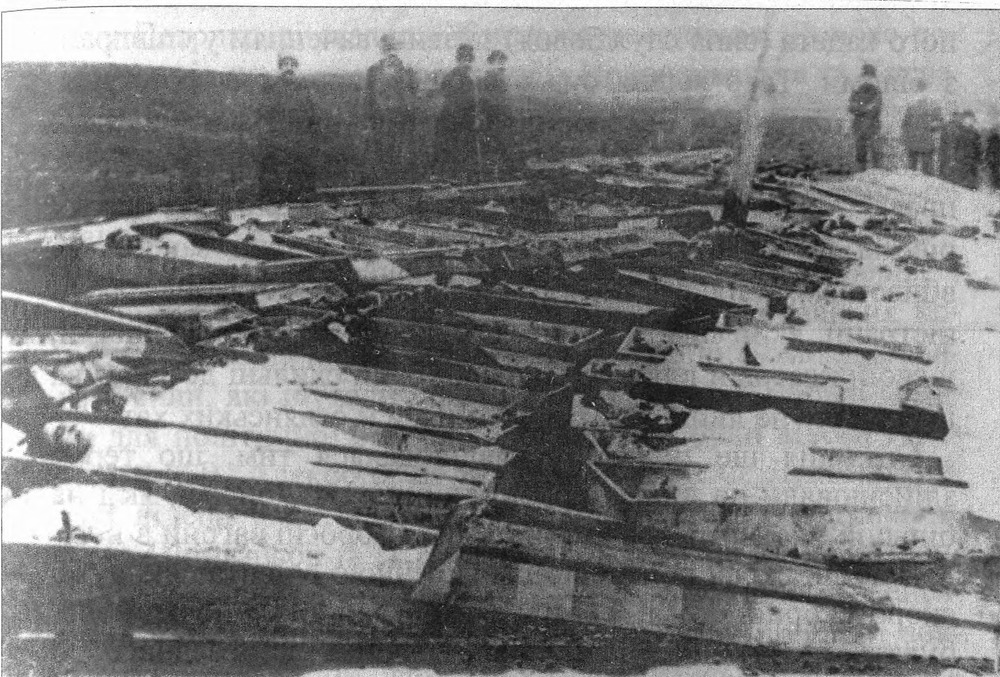
Тіла 118 робітників, убитих у ясинівці та Макіївці вояками Каледина 31 грудня 1917.
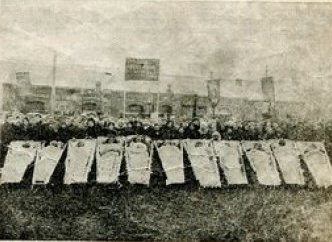
Похорон дружківських робочих загиблих в бою в Дебальцевому в грудні 1917.

Військові операції Червоної гвардії Донбасу:
- Бій за Дебальцеве
- Оборона Юзівки
- Оборона Ясинівського рудника
- Бій під Ясинівським рудником
- Бій за Дебальцеве

### Антибільшовицький рух опору в Донбасі в 1917—1918
28 січня в Микитівці пройшов другий з'їзд революційних комітетів Донбасу на якому були присутні делегати з Маріупольського, Бахмутського, повітів Таганрозького, Донецького округів і Гуляйполя. На з'їзд не приїхали представники Луганського і Олександро-Грушевського району. З'їзд був багатопартійний на ньому були присутні більшовики, максималісти, меншовики і Нестор Махно. На з'їзді виступили з доповіддю про роботу ЦШЧГД і про організацію Червоної гвардії. По другому питанню були великі дебати, так як більшовики вимагали ліквідувати вибори командного складу, а виступали за їх призначення з ЦШЧГД і виступали за форми організації гвардії як у регулярній армії.
Більшістю було прийнято більшовицькі пропозиції, також було рішення створити в кожному районі штаб червоної гвардії який підкорявся б ЦШЧГД. Більшовики також прийняли рішення боротися з усіма загонами які відмовляються підкорятися штабу:
```
                                      
"партизанщина в її гірших формах повинна всіляко викорінитися".
```

Це рішення розв'язало руки більшовицькому керівництву до цього часу козаки і частини Армії УНР були розбиті, і загони червоної гвардії почали придушувати численні селянські і робочі повстання в Донбасі. Особливо запекла боротьба була з загонами анархістів які були добре озброєні і численні в Донбасі.
З військових питань ЦШЧГД вважав за краще зв'язуватися з Петроградом а не Харковом, туди в лютому був відправлений делегат у Всеросійську військову колегію, який вів переговори про створення на базі червоної гвардії регулярної Червоної армії.
8 лютого 1918 року начальник ЦШЧГД Пономаренко Дем'ян отримав мандат від Всеросійської колегії з організації та управління Робітничо-Селянської Червоної Армії на створення Червоної Армії Донбасу. Разом з мандатом Пономаренко отримав запевнення що з РРФСР в Донбас будуть надіслані інструктори та інструкції щодо переформатування Червоної гвардії Донбасу в армію.
Текст мандата: «Всеросійська колегія з організації та управління Робітничо-Селянської Червоної Армії сім засвідчує, що Центральному Штабу Червоної Армії, організованому на зʼїзді Рад і Революційних Комітетів Донецького Басейну 15 січня з. м на ст. Микитівка, доручається організація і формування Червоної армії з межах Донської області і Донецького басейну. Всім установам пропонується надавати Штабу повне сприяння. Члени Всеукраїнської Колегії: Н. Подвойський. В. Трифонов. Н. Криленко ».
Військові операції Червоної гвардії Донбасу:
- Слов'янське повстання
- Протистояння в Луганську 1918
- Протести в Юзівці 20 березня 1918 року
- Повстання в Маріуполі

## Санітарна служба Червоної Гвардії Донбасу
При першому загоні Червоної гвардії Донбасу в Юзівці в жовтні 1917 року дружини робочих утворили відділення Червоного хреста. Надалі при багатьох загонах були створені такі ж санітарні відділи.

## Структура
У прийнятому в жовтні 1917 року статуту Червоної гвардії, визначалося розподіл формувань Червоної гвардії на такі бойові одиниці:
- десятка — складалася з 13 осіб.
- взвод — чотири десятки на чолі з командиром (52 бійці).
- дружина — рота — три взводи і командир (157 бійців).
- батальйон — три дружини на чолі з командиром (471 бійців). Батальйон з додаванням спеціальних частин складався з 500 і 600 чоловік.
- районний загін — в нього входили всі батальйони створені, районним штабом Червоної гвардії.

Весь командний склад був виборний завдяки чому весь час існування Червоної гвардії на чолі загонів були представники різних партій РСДРП, ПСР, РСДРП (б), УСДРП, УПСР, анархістів.
І окремі технічні команди:
- підривні
- самохідні
- кулеметні
- артилерійські

та ін.

## Чисельність
- кінець жовтня 1917- 6000 бійців.[6]
- перша половина грудня 1917 — 10000[52] — 16000[53] бійців.
- в середині грудня 1917 — 20 000 -25 000 бійців.[28]
- січень 1918 — 40 000 бійців.[54]

### За свідченням Антонова-Овсієнко
- середина грудня 1917 - 2000 бійців (в районі Юзівки - Горлівки).[55]
- середина січня 1918 - 4000 бійців.[56]

## Озброєння
72% гвинтівок були гвинтівки Мосіна. 9% Бердана. Також були німецькі і австрійські гвинтівки .

## Частини
- 1-й Донецький пролетарський полк
- 1-й Макіївський революційний червоногвардійський загін
- Білокалитвинський загін - 150 бійців
- Дебальцевський загін - 300 бійців
- Іловайський загін - 150 бійців
- Каменський загін - 800 бійців
- Сулинський загін - 1500 бійців
- Таганрозький загін - 500 бійців
- Харцизьк загін - 150 бійців
- Бахмутський загін - 300 бійців
- Горлівка загін - 800 бійців
- Гришинський загін - 500 бійців
- Дружківський загін - 515 бійців
- Єнакіївський загін - 3000 бійців
- Костянтинівський загін - 500 бійців
- Краматорський загін - 600 бійців
- Луганська червона армія - 3000 бійців
- Маріупольський загін - 1000 бійців
- Микитівський загін - 2000 бійців
- Юзівський загін - 2000 бійців
- Ясинівський загін - 700 бійців[57]